# یاس‌بولدوگ‌هازا
یاس‌بولدوگ‌هازا (به مجاری:  Jászboldogháza) یک منطقهٔ مسکونی در مجارستان است که در ناحیه یاسبرنی واقع شده‌است. یاس‌بولدوگ‌هازا ۵۵٫۳۱ کیلومتر مربع مساحت و ۱٬۶۸۴ نفر جمعیت دارد.